# Penny Singleton
Penny Singleton, född Marianna Dorothy Agnes Letitia McNulty den 15 september 1908 i Philadelphia, Pennsylvania, död 12 november 2003 i Sherman Oaks, Kalifornien, var en amerikansk skådespelare. Under sin 60 år långa karriär spelade Singleton seriehjältinnan Blondie Bumstead i en serie om 28 filmer från 1938 fram till 1950, samt i en populär radioserie om Blondie mellan 1939 och 1950. Singleton gjorde även rösten till Jane Jetson i den animerade serien Jetsons.

## Filmografi i urval
- 1936 – Efter den gäckande skuggan
- 1938 – Swing Your Lady
- 1938 – Men Are Such Fools
- 1938 – 7 flickor jagar en mördare
- 1938 – Blondie
- 1939 – Blondie Meets the Boss
- 1939 – Blondie Takes a Vacation
- 1940 – Blondie on a Budget
- 1940 – Blondie Plays Cupid
- 1942 – Blondie for Victory
- 1947 – Blondie's Holiday
- 1950 – Beware of Blondie
- 1962 – Jetsons (TV-serie)
- 1964 – Twilight Zone (TV-serie)
- 1985–1987 – Jetsons (TV-serie)
- 1986 – Mord och inga visor (TV-serie)
- 1987 – Familjen Flinta möter Jetsons (TV-film)
- 1988 – Rockin' with Judy Jetson (TV-film)
- 1989 - A Yabba-Dabba-Doo Celebration!: 50 Years of Hanna-Barbera
- 1990 – Familjen Jetson (röst)